# Irem M-75
Irem M-75 es una Placa de arcade creada por Irem destinada a los salones arcade.

## Descripción
El Irem M-75 fue lanzada por Irem en 1988.
Posee un procesador Z80 a 3.579645 MHz, en el audio estaba a cargo el Z80 a 3.579545 MHz  manejando un chip de sonido YM2151 trabajando a 3.579545 MHz.
En esta placa funcionaron dos títulos: Vigilante de la propia Irem y Buccaneers de la empresa española Duintronic, este último se trata de un 'Rom-Hack', es decir, una modificación, a nivel principalmente gráfico, de Vigilante.

## Especificaciones técnicas

### Procesador
- Z80 a 3.579645 MHz

### Audio
- Z80 a 3.579545 MHz

Chips de Sonido:
- - YM2151 trabajando a 3.579545 MHz

## Nota Adicional
En Buccaneers el sistema M75 presenta ligeras modificaciones respecto a la placa utilizada por Irem en Vigilante. Las diferencias consisten en una mayor frecuencia de reloj en los dos procesadores Z80 del sistema, y que en el juego de Duintronic se utilizaron dos Yamaha YM2203, en lugar de un único Yamaha YM2151

## Lista de videojuegos
- Vigilante

- Buccaneers